# 原字
原字（げんじ）は、異体字の種類を表す用語。異体字の中には、仮借・通仮字・引伸義によってある漢字Aが複数の意味を表す場合、または字の意味を明確にしようとする場合に、Aに別の要素を加えてBが作られるという関係が見られる。そのとき、AはBの原字であるという。たとえば「原」は「源」の原字である。原はがけを意味する厂とわき水を意味する泉を組み合わせたもので、水の出ている場所を意味する。しかし原は平原の意味も表すため、「原」にさんずいをつけた「源」の字が元の水の出ている場所の意味を表し、原が平原を意味する分担が行われている。

## 簡体字と原字
簡体字では、画数を減らすためにごく一部の字において原字が採用されている。
- 雲→云：雲を表す字は云だったが、仮借によって「いう」の意味を持ったため、区別のために雨かんむりを加えて雲が作られた。
- 氣→气：現在「気」を用いるところの、空気の気の意味をになったのは「气」の字であったが、食べ物を送るという意味の字の「氣」（米と气による形声字）を、气のかわりに用いた。日本で用いられている「気」の字は氣の米の部分をメの記号で略したものである。
- 網→网：網は网と亡と糸の3つの要素からなる。古くは網を意味する字は「网」であったが、音を表すために网に亡の字を加えて「罔」が作られ、さらに罔の字が亡と同じく「無い」の意味を表すのにも用いられたため、糸を加えて「網」が作られた。
- 従→从：从は人が2人並んで行く、つき従う様を表す象形文字で、「行く」の意味を明確にするために彳を加えて従が作られた。
- 麗→丽：丽は並んで行く様を表す。鹿が並んで行く意味として、鹿を加えて麗が作られた。
- 鬚→須：「ひげ」を表す字は須であったが、必「須」や「待つ」にも用いられたために髟を加えて鬚が作られた。